# 克特·格拉泽格尔
克特·格拉泽格尔（德語：Käthe Grasegger，1917年6月19日—2001年8月28日），德国女子高山滑雪运动员。她曾代表德国参加1936年冬季奥林匹克运动会高山滑雪比赛，获得女子全能银牌。